# 若因维利体育俱乐部
若因维利体育俱乐部（Joinville Esporte Clube）是巴西南部圣卡塔琳娜州若因维利市的一个足球俱乐部。他們曾憑著在2014年巴乙取得冠軍（前四名），獲得升班巴甲的資格。

## 成绩
- 巴西足球乙级联赛：
  - 冠军（1）：2014
- 巴西足球丙级联赛：
  - 冠军（1）：2011

- 南巴西杯：
  - 冠军（1）：2009

- 卡塔琳娜足球锦标赛：
  - 冠军（12）：1976, 1978, 1979, 1980, 1981, 1982, 1983, 1984, 1985, 1987, 2000, 2001
  - 亚军（5）：1989, 1990, 1996, 2006, 2010

- 圣卡塔琳娜杯：
  - 冠军（2）：2009, 2011